# Municipio de Fort
El municipio de Fort (en inglés: Fort Township) es un municipio ubicado en el condado de Marshall en el estado estadounidense de Dakota del Sur. En el año 2010 tenía una población de 38 habitantes y una densidad poblacional de 0,41 personas por km².

## Geografía
El municipio de Fort se encuentra ubicado en las coordenadas 45°37′52″N 97°32′34″O / 45.63111, -97.54278. Según la Oficina del Censo de los Estados Unidos, el municipio tiene una superficie total de 92.85 km², de la cual 75,44 km² corresponden a tierra firme y (18,76 %) 17,41 km² es agua.

## Demografía
Según el censo de 2010, había 38 personas residiendo en el municipio de Fort. La densidad de población era de 0,41 hab./km². De los 38 habitantes, el municipio de Fort estaba compuesto por el 100 % blancos. Del total de la población el 0 % eran hispanos o latinos de cualquier raza.